# بازیکن-مربی

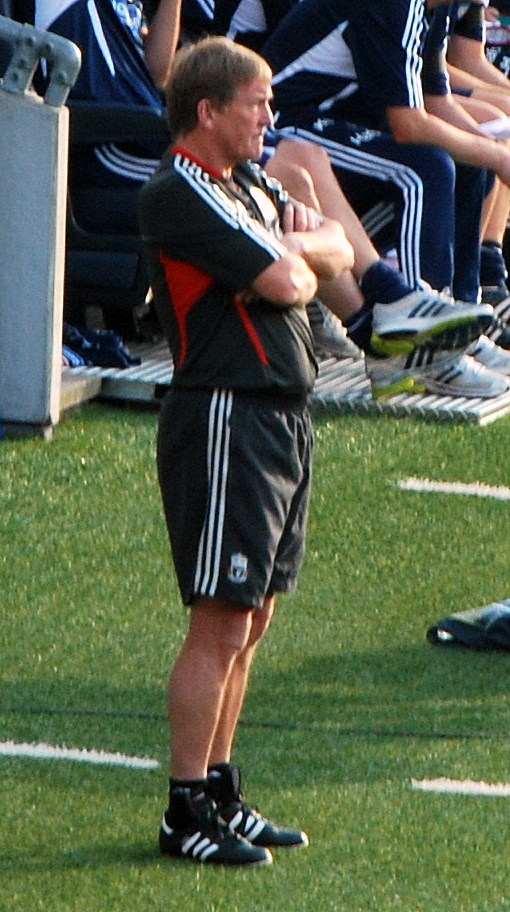
پس از فاجعه استادیوم هیسل در سال ۱۹۸۵ و استعفای پس آیند جو فاگان از سرمربیگری، کنی دالگلیش از سال ۱۹۸۵ تا ۱۹۹۰ به عنوان بازیکن-مدیر (مربی) لیورپول فعالیت کرد.

بازیکن-مربی (همچنین مربی-بازیکن، کاپیتان-مربی، یا بازیکن-مدیر) عضوی از یک تیم ورزشی است که به‌طور همزمان وظایف بازی و مربیگری را بر عهده دارد. یک بازیکن مربی می‌تواند سرمربی یا کمک مربی باشد. آنها ممکن است تغییراتی در ترکیب ایجاد کنند و همچنین در تیم بازی کنند.
تعداد بسیار کمی از تیم‌های بزرگ ورزشی حرفه‌ای کنونی سرمربیانی دارند که بازیکنان هم هستند، هرچند معمولاً بازیکنان ارشد (بزرگتر) در مدیریت ورزشکاران جوان‌تر نقش دارند. از لحاظ تاریخی، زمانی که در ورزش‌های حرفه‌ای پول کمتری برای پرداخت به بازیکنان و مربیان یا مدیران وجود داشت، وجود مربی بازیکنان رایج‌تر بود. به همین ترتیب، در جایی که مربی-بازیکنان امروزی وجود دارند، در سطوح پایین‌تری که پول کمتری وجود دارد، رایج‌تر است، اما منحصر به آنها نیست. 

## بازیکن-مربی در بسکتبال
بازیکن-مربی

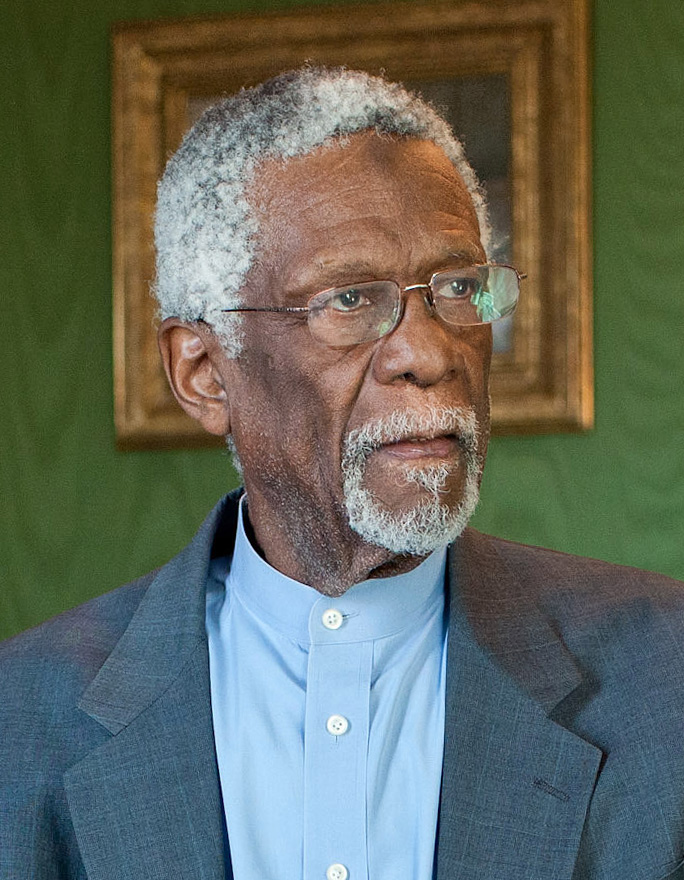
بیل راسل از سال ۱۹۶۶ تا ۱۹۶۹ به عنوان بازیکن-مربی در بوستون سلتیکس نقش ایفا کرد و در آن دوره زمانی دو بار در لیگ ان بی ای قهرمان شد.

، برای چندین دهه، یکی از شیوه‌های ثابت در بسکتبال حرفه ای بود.
بسیاری از مربیان برجسته در ان بی ای به عنوان مربی-بازیکن نقش ایفا می‌کردند، از جمله بیل راسل و لنی ویلکنز. این امر به مخصوصاً در دهه هفتاد میلادی صادق بود، زمانی که لیگ به اندازه امروز از نظر مالی موفق نبود و اغلب از بازیکن مربیان برای صرفه جویی در هزینه‌ها استفاده می‌شد. این شیوه در دهه هشتاد میلادی برچیده شد. (هرچند که مایک دانلیوی پدر، در حالی که در میلواکی باکس دستیار مربی بود، یک بار از دوران بازنشستگی خارج شد و چندین بازی انجام داد که مصدومیت‌های شدید موجب از هم پاشیدن تیم شد) امروزه، قرارداد جمعی بین ان بی ای و اتحادیه بازیکنان، استفاده از بازیکن مربیان را ممنوع کرده‌است تا از دور زدن سقف حقوق لیگ جلوگیری شود، زیرا حقوق مربیان زیر سقف محاسبه نمی‌شود؛ بنابراین اگر قرار است بازیکنی به عنوان مربی فعالیت کند، باید از قراردادش به عنوان بازیکن پورسانت دریافت کند؛ بنابراین این بازیکن از نظر فنی مربی رسمی تیم نیست، بلکه فقط یک مربی غیررسمی است. یک نمونه از بازیکنانی که در سال‌های اخیر برای انجام وظایف رسمی مربیگری با استفاده از این شیوه تربیت شده بود، آوری جانسون بود.